# Costlocker
Costlocker je online aplikace, která poskytuje detailní pohled na výkon a efektivitu firmy. Vznikl v roce 2013 pro účely agentury 2FRESH.

## Funkce
Costlocker porovnává odhadované hodiny vs. odpracované hodiny na projektech. Oproti ostatním time tracking aplikacím sleduje Costlocker náklady odpracovaného času, které porovnává se zadaným rozpočtem projektu. V jakémkoli okamžiku tak budete vědět aktuální zisk, náklady a zbývající rozpočet na projektu.

## O společnosti
Společnost byla založena v roce 2013 Tomášem Wojcikem a Kamilem Skramuským z pražské digitální agentury 2FRESH.